# Saint-Germain-de-Belvès
Saint-Germain-de-Belvès là một xã, nằm ở tỉnh Dordogne vùng Aquitaine của Pháp. Xã này có diện tích 7,19 km², dân số năm 2007 là 137 người. Xã nằm ở khu vực có độ cao trung bình 250 m trên mực nước biển.

## Hành chính
| Danh sách các xã trưởng                |                  |                        |                  |          |
| Giai đoạn                              | Giai đoạn        | Tên                    | Đảng             | Tư cách  |
| ?                                      | tháng 3 năm 2001 | Matthieu Pichard       | -                | -        |
| tháng 3 năm 2001                       | đương nhiệm      | Jean-Pierre Passerieux | không chính thức | nông dân |
| Tất cả các dữ liệu trước đây không rõ. |                  |                        |                  |          |

## Thông tin nhân khẩu
| Năm    | 1962 | 1968 | 1975 | 1982 | 1990 | 1999 | 2007 |
| ------ | ---- | ---- | ---- | ---- | ---- | ---- | ---- |
| Dân số | 169  | 144  | 124  | 107  | 108  | 139  | 137  |